# (33979) Sunhaochun
2000 NJ21 (asteroide 33979) é um asteroide da cintura principal. Possui uma excentricidade de 0.15557110 e uma inclinação de 4.69210º.
Este asteroide foi descoberto no dia 7 de julho de 2000 por LINEAR em Socorro.